# Podkrepa, Haskovo
Podkrepa (în bulgară Подкрепа) este un sat în comuna Haskovo, regiunea Haskovo,  Bulgaria. 

## Demografie
Componența etnică a satului Podkrepa
     Bulgari (82,4%)
     Romi (14%)
     Nicio identificare (3,6%)
     Altele (0%)
La recensământul din 2011, populația satului Podkrepa era de 250 locuitori. Din punct de vedere etnic, majoritatea locuitorilor (82,4%) erau bulgari, cu o minoritate de romi (14%). Pentru 3,6% din locuitori nu este cunoscută apartenența etnică.